# Tony Revolori
Anthony Revolori (Anaheim, 28 april 1996) is een Amerikaanse acteur. Hij kreeg vooral naamsbekendheid door zijn rol van Zero Moustafa in Wes Andersons film The Grand Budapest Hotel en Flash Thompson in de Marvel Cinematic Universe films Spider-Man: Homecoming en Spider-Man: Far From Home en Spider-Man: No Way Home

## Biografie
Revolori werd op 28 juni 1996 geboren in Anaheim. Zijn ouders komen uit Jutiapa in Guatemala. 